# Bolitoglossa meliana
Bolitoglossa meliana är en groddjursart som beskrevs av David Burton Wake och Lynch 1982. Bolitoglossa meliana ingår i släktet Bolitoglossa och familjen lunglösa salamandrar. IUCN kategoriserar arten globalt som starkt hotad. Inga underarter finns listade.